# Nadia Nadim
Nadia Nadim, née le 2 janvier 1988 à Hérat (Afghanistan), est une footballeuse internationale danoise d'origine afghane évoluant au poste d'attaquante à l'AC Milan.

## Biographie

### Jeunesse
Nadia Nadim à Hérat et grandit en Afghanistan jusqu'à ce que son père, général de l'Armée nationale afghane (ANA), soit exécuté par les Talibans en 2000 alors qu'elle est âgée de douze ans,. Sa mère décide alors de quitter le pays avec ses cinq filles. Elles passent par le Pakistan, rejoignent l'Italie, puis embarquent dans des camions pour rejoindre Londres où la mère a des relations. Finalement, elles se retrouvent au Danemark, à Randers, où elles sont envoyées dans un camp de réfugiés. Nadia Nadim commence à jouer au football et rejoint un club local. Après l'autorisation de rester au Danemark, la famille déménage dans un appartement éloigné du club ; celui-ci finance alors son abonnement de bus pour lui permettre de s'entraîner.

### Carrière en club
Elle joue pour le B52 Aalborg, Team Viborg, l'IK Skovbakken, puis Fortuna Hjørring en 2012. Elle y fait ses débuts en Ligue des champions féminine en marquant deux buts contre Glasgow City FC.
Nadim signe au Sky Blue FC en fin de la saison 2014 de la NWSL. Elle marque sept buts et offre trois passes décisives en six matchs. Elle prolonge son contrat pour la saison 2015. En 2016, Nadim est transférée au Portland Thorns FC.
Arrivée à Manchester City en janvier 2018 et après avoir disputé 28 matchs (8 buts), son club met fin à son contrat le 19 décembre 2018, ce qui lui permet de s'engager librement avec le club de son choix à partir du 1er janvier 2019.
En janvier 2019, elle signe au Paris Saint-Germain jusqu'à la fin de saison. Elle prolonge à l'été 2019 son contrat d'une saison supplémentaire avec le club parisien, elle récidive en mai 2020. Elle n'hésite d'ailleurs pas, à ces occasions, à faire l'éloge de la capitale française et son club. Le 14 novembre 2020, elle inscrit un septuplé, un record pour une joueuse du PSG en D1, lors de la victoire 14-0 contre Issy. Championne de France avec le club parisien, Nadim le quitte en fin de saison.

### Carrière internationale
En vertu des lois sur la nationalité danoise, Nadim ne peut demander sa naturalisation avant d'avoir 18 ans, en 2006. Sa citoyenneté lui est accordée en 2008, mais la FIFA lui interdit de jouer pour le Danemark, car elle considère qu'elle n'a pas été résidente assez longtemps du pays après l'âge de 18 ans. Un recours de la Fédération danoise (DBU) lui permet d'obtenir une exception.
En 2009, elle devient la première sportive d'origine étrangère à intégrer l'équipe nationale danoise, hommes et femmes et tous sports confondus. Titulaire régulière en sélection nationale, elle participe aux trois matchs des Danoises lors de l'Euro 2009 en Finlande. Elle est également sélectionnée pour l'Euro 2013, où le Danemark s'incline en demi-finale, aux tirs au but. Elle est également sélectionnée pour l'Euro 2017 avec une défaite en finale face aux Pays-Bas malgré son ouverture du score.

## Engagements
Nadia Nadim est nommée « championne de l'UNESCO pour l'éducation des filles et des femmes » en juillet 2019. Cette distinction a été accordée en reconnaissance de son rôle dans la promotion du sport et de l'égalité des sexes, de sa contribution à l'action de l'UNESCO dans le domaine de l'éducation en faveur des jeunes, de son plaidoyer pour l'éducation des filles et des femmes et de son soutien à l'action de l'organisation dans le monde.
En 2021, la réalisatrice Anissa Bonnefont réalise sur elle le documentaire Nadia, de l'ombre à la lumière qui retrace son parcours, ses engagements et sa relation à son pays d'origine.
En avril 2022, elle est nommée « ambassadrice de la Coupe du monde au Qatar en 2022 », nomination qui suscite une certaine incompréhension et provoque des demandes d'explications, notamment de la Fédération danoise de football à laquelle elle appartient depuis 2009.

## Profession
En parallèle de sa carrière de sportive, Nadia Nadim suit des cours de médecine afin de préparer sa carrière professionnelle après le sport. Elle veut devenir chirurgienne. En 2022, Nadia Nadim devient officiellement médecin.

## Palmarès

### En club
Fortuna Hjørring
- Elitedivisionen (1)
  - Vainqueur en 2013-2014
  - Finaliste en 2012-2013.
- Coupe du Danemark
  - Finaliste en 2012-2013.

 Portland Thorns FC
- NWSL (1)
  - Vainqueur en 2017.
- NWSL Shield (1)
  - Vainqueur en 2016.

 Manchester City
- FA Women's Super League
  - Finaliste en 2017-2018.
- FA WSL Cup
  - Finaliste en 2017-2018.

 Paris Saint-Germain
- Division 1 (1)
  - Championne en 2020-2021
  - Finaliste en 2018-2019 et 2019-2020.
- Coupe de France
  - Finaliste en 2019-2020.
- Trophée des championnes
  - Finaliste en 2019.

### En sélection
Danemark
- Championnat d'Europe
  - Finaliste en 2017.

## Statistiques
| Saison                | Club                    | Championnat           | Championnat | Championnat | Coupe(s) nationale(s) | Coupe(s) nationale(s) | Supercoupe | Supercoupe | Compétition(s) continentale(s) | Compétition(s) continentale(s) | Compétition(s) continentale(s) | Total | Total |
| Saison                | Club                    | Division              | M.          | B.          | M.                    | B.                    | M.         | B.         | Comp.                          | M.                             | B.                             | M.    | B.    |
| 2009-2010             | IK Skovbakken           | Elitedivisionen       | 3           | 4           |                       |                       | -          | -          | -                              | -                              | -                              | 3     | 4     |
| Sous-total            | Sous-total              | Sous-total            | 3           | 4           |                       |                       | -          | -          | -                              | -                              | -                              | 3     | 4     |
| 2012-2013             | Fortuna Hjørring        | Elitedivisionen       |             |             |                       |                       | -          | -          | C1                             | 4                              | 3                              | 4     | 3     |
| 2013-2014             | Fortuna Hjørring        | Elitedivisionen       |             |             |                       |                       | -          | -          | C1                             | 4                              | 1                              | 4     | 1     |
| 2014-2015             | Fortuna Hjørring        | Elitedivisionen       |             |             |                       |                       | -          | -          | C1                             | 4                              | 3                              | 4     | 3     |
| 2015-2016             | Fortuna Hjørring (prêt) | Elitedivisionen       |             |             |                       |                       | -          | -          | C1                             | 4                              | 4                              | 4     | 4     |
| Sous-total            | Sous-total              | Sous-total            |             |             |                       |                       | -          | -          | -                              | 16                             | 11                             | 16    | 11    |
| 2014                  | Sky Blue FC             | NWSL                  | 6           | 7           | -                     | -                     | -          | -          | -                              | -                              | -                              | 6     | 7     |
| 2015                  | Sky Blue FC             | NWSL                  | 18          | 6           | -                     | -                     | -          | -          | -                              | -                              | -                              | 18    | 6     |
| Sous-total            | Sous-total              | Sous-total            | 24          | 13          | -                     | -                     | -          | -          | -                              | -                              | -                              | 24    | 13    |
| 2016                  | Portland Thorns         | NWSL                  | 21          | 9           | -                     | -                     | -          | -          | -                              | -                              | -                              | 21    | 9     |
| 2017                  | Portland Thorns         | NWSL                  | 18          | 6           | -                     | -                     | -          | -          | -                              | -                              | -                              | 18    | 6     |
| Sous-total            | Sous-total              | Sous-total            | 39          | 15          | -                     | -                     | -          | -          | -                              | -                              | -                              | 39    | 15    |
| 2017-2018             | Manchester City         | FA WSL                | 12          | 4           | 2                     | 1                     | -          | -          | C1                             | 2                              | 0                              | 16    | 5     |
| 2018-2019             | Manchester City         | FA WSL                | 3           | 0           | 3                     | 2                     | -          | -          | C1                             | 2                              | 0                              | 8     | 2     |
| Sous-total            | Sous-total              | Sous-total            | 15          | 4           | 5                     | 3                     | -          | -          | -                              | 4                              | 0                              | 24    | 7     |
| 2018-2019             | Paris Saint-Germain     | Division 1            | 8           | 3           | 2                     | 0                     | -          | -          | C1                             | 0                              | 0                              | 10    | 3     |
| 2019-2020             | Paris Saint-Germain     | Division 1            | 13          | 8           | 4                     | 3                     | 1          | 1          | C1                             | 6                              | 0                              | 24    | 12    |
| 2020-2021             | Paris Saint-Germain     | Division 1            | 15          | 10          | 0                     | 0                     | -          | -          | C1                             | 5                              | 1                              | 20    | 11    |
| Sous-total            | Sous-total              | Sous-total            | 36          | 21          | 6                     | 3                     | 1          | 1          | -                              | 11                             | 1                              | 54    | 26    |
| Total sur la carrière | Total sur la carrière   | Total sur la carrière | 117         | 56          | 11                    | 6                     | 1          | 1          | -                              | 31                             | 12                             | 160   | 75    |

## Vie privée
Sa tante est la chanteuse Aryana Sayeed.
Elle parle couramment neuf langues : dari, danois, anglais, allemand, farsi, ourdou, hindi, arabe et français.
Elle s'est mariée avec Idrees, son partenaire de longue date, a Istanbul, en Turquie.

## Filmographie
- 2021 : Nadia, de l'ombre à la lumière (film documentaire réalisé par Anissa Bonnefont)[23]

## Ouvrages
- Nadia Nadim et Miriam Zesler (trad. du danois par Anne-Charlotte Struve), Nadia Nadim, mon histoire [« Nadia Nadim, min historie »] (récit), Vanves, Marabout, 2021, 234 p. (ISBN 978-2-501-15298-3, OCLC 1263201121, BNF 46805257, SUDOC 256909318, présentation en ligne).